# 阿尔瓦罗·加克西奥拉
阿尔瓦罗·加克西奥拉（西班牙語：Álvaro Gaxiola，1937年1月26日—2003年8月18日），墨西哥男子跳水运动员。他曾代表墨西哥参加1960年、1964年和1968年夏季奥林匹克运动会跳水比赛，其中1968年奥运会获得一枚银牌。